# 4698 Jizera
4698 Jizera је астероид главног астероидног појаса чија средња удаљеност од Сунца износи 2,225 астрономских јединица (АЈ).
Апсолутна магнитуда астероида је 13,3.